# Mrzeżyno
Mrzeżyno je rybářská vesnice, letovisko v severozápadním Polsku ve Západopomořanském vojvodství v okrese Gryfice v gmině Trzebiatów. Je zde malý rybářský přístav a jachet.